# Fore River Shipyard
Fore River Shipyard (1964-1986: General Dynamics Quincy Shipbuilding Division) – dawna amerykańska stocznia okrętowa powstała na początku XX wieku, przez kolejne dziesięciolecia jeden z głównych dostawców okrętów dla United States Navy.  Koniec II wojny światowej wyznaczył początek schyłku stoczni, która swój ostatni okręt zwodowała w 1982 roku.
Pierwotnie powstała w 1883 roku na terenie Braintree w stanie Massachusetts, w 1901 roku została przeniesiona do sąsiedniego Quincy Point. W swojej historii należała do trzech właścicieli - kolejno Thomas Watson's Fore River Ship & Engine Company która kontrolowała stocznię od 1883 do 1913 roku, następnie do roku 1964 była częścią Bethlehem Shipbuilding Corporation, gdy stała się własnością koncernu General Dynamics. W 1986 roku stocznia została zamknięta.